# Преловский, Анатолий Васильевич
Анато́лий Васи́льевич Прело́вский (19 апреля 1934, Иркутск — 17 ноября 2008, Москва) — русский советский поэт, переводчик, сценарист, литератор.
Лауреат Государственной премии СССР (1981). Член Союза писателей СССР (1960). Член ревизионной комиссии Союза писателей РСФСР (1985—1991). Член редколлегии журнала «Сибирские огни» (Новосибирск).

## Биография
Родился 19 апреля 1934 года в Иркутске. В 1957 году окончил историко-филологический факультет Иркутского университета. Работал редактором Иркутской студии кинохроники, литсотрудником в газете Братской ГЭС «Огни Ангары», скотогоном в Монголии, бывал в геологических партиях.

## Творчество
В 1952 году в иркутской газете «Советская молодёжь» были опубликованы первые стихи.
В 1955 году два больших цикла стихотворений были опубликованы в альманахе «Новая Сибирь» и иркутском сборнике начинающих поэтов — «Молодая Ангара».
С 1955 года стихи публиковались в альманахах «Новая Сибирь» и «Ангара» (Иркутск), альманахе «Абакан», в журналах «Свет над Байкалом» (Улан-Удэ), «Урал» (Свердловск), «Молодая гвардия», «Москва», «Знамя», «Октябрь», «Юность», «Смена», «Новый мир» (Москва).
Первая книга стихов «Багульник» вышла в Иркутске в 1957 году.
Вместе с Виктором Киселёвым был составителем первой поэтической летописи БАМа — коллективного сборника стихов «Автограф века».
Автор около 20 сборников стихов. Автор поэтического перевода древнетюркской  «Книги гаданий».
Похоронен в Москве на Перепечинском кладбище.

## Сценарии
- «От снега до снега» (1968)
- «Красные дипкурьеры» (1977)

## Награды
- Орден Трудового Красного Знамени
- Лауреат премии Союза писателей СССР (1978)
- Лауреат Государственной премии СССР — за свод поэм «Вековая дорога» (1981)[3].